# José Luandino Vieira
José Luandino Vieira, seudónimo literario de José Vieira Mateus da Graça (Lagoa do Furadouro, Vila Nova de Ourém, 4 de mayo de 1935) es un escritor angoleño de origen portugués.

## Trayectoria
Luandino Vieira adquirió la nacionalidad angoleña para combatir al lado del MPLA contra el dominio portugués en aquella colonia y por haber contribuido para la creación de la República Popular de Angola. Fue apresado por la PIDE en 1959 acusado de ligaciones con el movimiento independentista (Proceso de los 50), habiendo sido liberado poco tiempo después. 
En 1961, la Sociedad Portuguesa de Autores, entonces presidida por Manuel da Fonseca, decide atribuirle el Premio Castelo Branco por su obra Luuanda. Tal acción provocó que la PIDE/DGS llevara a cabo una acción de "desmantelamiento" de la SPA. Ese mismo año volvería a ser detenido siendo condenado a 14 años de prisión. Cumplió la pena en Tarrafal, en Cabo Verde. Regresó a Portugal en 1972 en libertad condicional y con residencia fija en Lisboa. 
En 1975, con la Independencia, Luandino Vieira regresó a Angola donde permaneció hasta 1992. Con el fiasco de las primeras elecciones libres y con el rebrote de una nueva guerra civil decidió regresar a Portugal y se aísla de todo y de todas en la hacienda de un amigo en el Miño, donde trabajó como agricultor.
Vencedor del Premio Camões 2006, el mayor galardón literario para la lengua portuguesa, que rechazó "por motivos íntimos y personales" según lo que alegó en un comunicado de prensa. Sin embargo, teniendo en cuenta diversas entrevistas que le realizaron en el JL (Jornal de Letras Artes & Ideias), se sabe que no aceptó el premio por considerarse un escritor muerto y que como tal el Premio Camões debería ser entregado a alguien que continuara produciendo. Pero, cuando fue nominado, ya circulaban rumores acerca de que, tras un largo periodo de ausencia, estaba ultimando una nueva novela que saldría a la luz en 2006.

## Obras

### Cuentos
- A cidade e a infância (Cuentos), 1957 ; 1986
- Duas histórias de pequenos burgueses (Cuentos), 1961
- Luuanda (Cuentos), 1963 ; 2004
- Vidas novas (Cuentos), 1968 ; 1997
- Velhas estórias (Cuentos), 1974 ; 2006
- Duas estórias (Cuentos), 1974
- No antigamente, na vida (Cuentos), 1974 ; 2005
- Macandumba (Cuentos), 1978 ; 2005
- Lourentinho, Dona Antónia de Sousa Neto & eu (Cuentos), 1981 ; 1989
- Estória da baciazinha de Quitaba (Cuento), 1986

### Novela
- A vida verdadeira de Domingos Xavier (Novela), 1961 ; 2003
- João Vêncio. Os seus amores (Novela), 1979 ; 2004
- Nosso Musseque (Romance), 2003
- Nós, os do Makulusu (Romance), 1974 ; 2004
- O livro dos rios, 1º vol. de la trilogía De rios velhos e guerrilheiros (Romance), 2006

### Infantil-juvenil
- A guerra dos fazedores de chuva com os caçadores de nuvens. Guerra para crianças (Infantil-juvenil), 2006

### Traducción al portugués
- A Clockwork Orange (Laranja Mecânica)de Anthony Burgess, 1973

### Otros
- Nosso fazedor, 1987
- Kapapa : pássaros e peixes, 1998
- À espera do luar, 1998

## Cargos que ejerció
- 1975 - 1978 - organizó y dirigió la Televisión Popular de Angola.
- 1979 - dirigió el Departamento de Orientación Revolucionaria del MPLA.
- 1975 - 1980 - Secretario General de la União dos Escritores Angolanos (Miembro Fundador).
- 1979 - 1974 - dirigió el Instituto Angolano do Cinema.
- 1979 - 1984 - Secretario General Adjunto de la Associação dos Escritores Afroasiáticos
- 1985 - 1992 - Secretario General de la União dos Escritores de Angola.

## Colaboraciones en prensa
- Mensagem, de la Casa dos Estudantes do Império de Lisboa, (Lisboa, 1950; 1961-1963)
- O Estudante (Luanda, 1961)
- Cultura (Luanda, 1961)
- Boletim Cultural do Huambo (Nova Lisboa, 1958)
- Jornal de Angola (Luanda 1961-1963)
- Jornal do Congo (Carmona, 1962)
- Vértice (Coímbra, 1973)
- Jornal de Luanda (1973 - ?)

## Premios
- Gran Premio de Novelística de la Sociedad Portuguesa de Escritores (Premio Camilo Castelo Branco) (1965)
- Premio Sociedade Cultural de Angola (1961)
- Casa do Império dos Estudantes - Lisboa (1963)
- Premio Mota Veiga (1963)
- Associação de Naturais de Angola (1963)
- Premio Camões (2006)
- Escritor Galego Universal (2021) por la AELG.

## Opiniones sobre el autor
- "Su obra, importantísima, fue precursora de la literatura angoleña y tiene raíces en la tierra y en la cultura del país" - José Saramago.

- "Luandino Vieira es también un marco revolucionario por el movimiento que creó en Portugal a favor de la libertad de expresión" - Lídia Jorge.

- "Luandino Vieira es un nombre tan grande de la literatura en lengua portuguesa que su distinción ya hace muchos años que era esperada". "Su obra tiene un enorme valor, y este premio es un reconocimiento de la dinámica de las literaturas africanas y del vigor de la lengua portuguesa en África" - José Eduardo Agualusa.

- "(...) autor que cuenta en la literatura de lengua portuguesa y porque en cierta altura fue casi un símbolo de rebelión" - Eduardo Lourenço.

- "Luandino Vieira dedicó toda su vida al pueblo angoleño, expresando, a través de sus escritos, el sufrimiento y las alegrías del pueblo" - Arlindo Isabel, director de la Editorial Nzila.

- Datos: Q558950